# Tipula (Formotipula) melanomera melanomera
Tipula (Formotipula) melanomera melanomera is een ondersoort van de tweevleugelige Tipula (Formotipula) melanomera uit de familie langpootmuggen (Tipulidae). De ondersoort komt voor in het Oriëntaals gebied.